# Nemocnice New Amsterdam
Nemocnice New Amsterdam (v anglickém originále New Amsterdam) je americký dramatický televizní seriál stanice NBC, jehož pilotní díl měl premiéru 25. září 2018. Je inspirován knihou Erica Manheimera Twelve Patients: Life and Death at Bellevue Hospital. Tvůrcem seriálu je David Schulner. Hlavní role hrají Ryan Eggold, Freema Agyeman, Janet Montgomery, Jocko Sims, Anupam Kher a Tyler Labine.  V únoru byla stanicí objednána druhá řada, která měla premiéru dne 24. září 2019. Další tři řady byly objednány v lednu 2020, přičemž pátá řada bude závěrečnou řadou seriálu.

## Synopse
Seriál sleduje příběh doktora Maxe Goodwina, který se stane ředitelem jedné z nejstarších nemocnic ve Spojených státech a snaží se o reformu, jež by pacientům poskytla výjimečnou péči.

## Obsazení

### Hlavní role
- Ryan Eggold jako doktor Max Goodwin
- Janet Montgomery jako doktorka Lauren Bloom
- Freema Agyeman jako doktorka Helen Sharpe
- Jocko Sims jako doktor Floyd Reynolds
- Tyler Labine jako doktor Ignatius „Iggy“ Frome
- Anupam Kher jako doktor Vijay Kapoor (1.–3. řada)[1]

### Vedlejší role
- Alejandro Hernandez jako Casey Acosta, sestřička oddělení urgentního příjmu
- Em Grosland jako Kai Brunstetter, sestřička oddělení urgentního příjmu
- Christine Chang jako doktorka Agnes Kao
- Megan Byrne jako Gladys, sekretářka doktora Froma
- Debra Monk jako Karen Brantley
- Stacey Raymond jako Kerry Whitaker, zdravotnice
- Margot Bingham jako Evie Garrison (1.–3. řada)
- Dierdre Friel jako Ella (1.–3. řada)
- Emma Ramos jako Mariana (1.–3. řada)
- Matthew Jeffers jako Mark Walsh
- Zabryna Guevara jako Dora, asistentka doktora Goodwina (1.–3. řada)
- Shiva Kalaiselvan jako Leyla Shinwari (3. řada–dosud)
- Lisa O'Hare jako Georgia Goodwin, manželka doktora Goodwina (1.–2. řada)
- Michael Basile jako Moreland, zdravotník
- Mike Doyle jako doktor Martin Mclntyre, terapeut a manžel doktora Froma
- Frances Turner jako doktorka Linda „Lyn“ Malvo (3. řada–dosud), nový vedoucí oddělení gynekologie a porodnictví
- Olivia Khoshatefeh jako Yasmin Turan
- Keren Lugo jako doktorka Diana Flores
- Nana Mensah jako doktorka Camila Candelario (1.–2. řada)
- Nora a Opal Clow jako Luna Goodwin (3. řada–dosud)
- Teresa Patel jako Harvell, zdravotnice
- Ana Villafañe jako doktorka Valentina Castro (2. řada)
- Jennifer Betit Yen jako Aimee Kamoe, zdravotní sestra na operačním sále (2. řada–dosud)
- Michelle Forbes jako doktorka Veronica Fuentes (4. řada)
- JJ Feild jako doktor Zach Ligon, fyzioterapeut (2. řada)
- Sendhil Ramamurthy jako doktor Akash Panthaki (1. řada)
- Ron Rifkin jako Peter Fulton, bývalý děkan nemocnice (1.–2. řada)
- Daniel Dae Kim jako doktor Cassian Shin, úrazový chirurg (2.–3. řada)
- Vandit Bhatt jako Rohan, syn doktora Kapoora (1.–2. řada)
- Alison Luff jako Alice Healy (2. řada)
- Michelle Federer jako Millie Tamberlay (1.–3. řada)
- Gina Gershon jako Jeanie Bloom (2. řada–dosud)
- Sandra Mae Frank jako doktorka Elizabeth Wilder, neslyšící chirurgyně (4. řada–dosud)
- Conner Marx jako Ben Meyer, tlumočník znakového jazyka (4. řada–dosud)
- André Blake jako doktor Claude Baptiste, bývalý vedoucí kardiochirurgie (3. řada–dosud)
- Ryan Faucett jako doktor Trevor Vaughn, psychiatr (4. řada–dosud)
- Genevieve Angelson jako doktorka Mia Castries, vedoucí oddělení celostní medicíny (4. řada–dosud)

## Seznam dílů

### První řada (2018–2019)
| Č. v seriálu | Č. v řadě | Původní název        | Český název        | Režie             | Scénář                               | Premiéra v USA     | Premiéra v ČR     |
| ------------ | --------- | -------------------- | ------------------ | ----------------- | ------------------------------------ | ------------------ | ----------------- |
| 1            | 1         | Pilot                | Nový ředitel       | Kate Dennis       | David Schulner                       | 25. září 2018      | 22. prosince 2021 |
| 2            | 2         | Rituals              | Rituály            | Peter Horton      | David Schulner                       | 2. října 2018      | 22. prosince 2021 |
| 3            | 3         | Every Last Minute    | Na poslední chvíli | Jonas Pate        | Shaun Cassidy                        | 9. října 2018      | 23. prosince 2021 |
| 4            | 4         | Boundaries           | Hranice            | Kate Dennis       | David Foster                         | 16. října 2018     | 23. prosince 2021 |
| 5            | 5         | Cavitation           |                    | Darnell Martin    | Erika Green Swafford                 | 23. října 2018     |                   |
| 6            | 6         | Anthropocene         |                    | Michael Slovis    | Aaron Ginsburg                       | 30. října 2018     |                   |
| 7            | 7         | Domino Effect        |                    | Laura Belsey      | Y. Shireen Razack                    | 13. listopadu 2018 |                   |
| 8            | 8         | Three Dots           |                    | Jamie Payne       | Cami Delavigne                       | 20. listopadu 2018 |                   |
| 9            | 9         | As Long As It Takes  |                    | Andrew McCarthy   | Graham Norris                        | 27. listopadu 2018 |                   |
| 10           | 10        | Six or Seven Minutes |                    | Stephen Kay       | Laura Valdivia                       | 8. ledna 2019      |                   |
| 11           | 11        | A Seat at the Table  |                    | So Yong Kim       | Jidéh Breon Holder                   | 15. ledna 2019     |                   |
| 12           | 12        | Anima Sola           |                    | Michael Slovis    | Aaron Ginsburg                       | 22. ledna 2019     |                   |
| 13           | 13        | The Blues            |                    | Nick Gomez        | David Foster                         | 12. února 2019     |                   |
| 14           | 14        | The Foresaken        |                    | Michael Slovis    | Y. Shireen Razack                    | 19. února 2019     |                   |
| 15           | 15        | Croaklahoma          |                    | Laura Belsey      | Cami Delavigne                       | 5. března 2019     |                   |
| 16           | 16        | King of Swords       |                    | Darnell Martin    | Laura Valdivia                       | 12. března 2019    |                   |
| 17           | 17        | Sanctuary            |                    | Jamie Payne       | Shaun Cassidy a Erika Green Swafford | 9. dubna 2019      |                   |
| 18           | 18        | Five Miles West      |                    | Kristi Zea        | Graham Norris                        | 16. dubna 2019     |                   |
| 19           | 19        | Happy Place          |                    | Ellen S. Pressman | Josh Carlebach a Jiréh Breon Holder  | 23. dubna 2019     |                   |
| 20           | 20        | Preventable          |                    | Thomas Carter     | Aaron Ginsburg                       | 30. dubna 2019     |                   |
| 21           | 21        | This is Not the End  |                    | Michael Slovis    | David Foster                         | 7. května 2019     |                   |
| 22           | 22        | Luna                 |                    | David Schulner    | Peter Horton                         | 14. května 2019    |                   |

### Druhá řada (2019–2020)
| Č. v seriálu | Č. v řadě | Původní název              | Režie               | Scénář                                                     | Premiéra v USA     |
| ------------ | --------- | -------------------------- | ------------------- | ---------------------------------------------------------- | ------------------ |
| 23           | 1         | Your Turn                  | Michael Slovi       | David Schulner                                             | 24. září 2019      |
| 24           | 2         | The Big Picture            | Don Scardino        | Jiréh Breon Holder                                         | 1. října 2019      |
| 25           | 3         | Replacement                | Jamie Payne         | Aaron Ginsburg                                             | 8. října 2019      |
| 26           | 4         | The Denominator            | Michael Slovis      | David Foster                                               | 15. října 2019     |
| 27           | 5         | The Karman Line            | Nick Gomez          | Laura Valdivia                                             | 22. října 2019     |
| 28           | 6         | Righteous Right Hand       | Peter Horton        | Erika Green Swafford                                       | 29. října 2019     |
| 29           | 7         | Good Soldier               | Rachel Leiterman    | Shaun Cassidy                                              | 5. listopadu 2019  |
| 30           | 8         | What the Heart Wants       | Don Scardino        | Y. Shireen Razack                                          | 12. listopadu 2019 |
| 31           | 9         | The Island                 | Michael Slovis      | Graham Norris                                              | 19. listopadu 2019 |
| 32           | 10        | Code Silver                | Craig Zisk          | Leah Nanako Winkler                                        | 14. ledna 2020     |
| 33           | 11        | Hiding Behind My Smile     | Lucy Liu            | David Foster                                               | 21. ledna 2020     |
| 34           | 12        | 14 Years, 2 Months, 8 Days | Seith Mann          | Aaron Ginsburg                                             | 28. ledna 2020     |
| 35           | 13        | In the Graveyard           | Darnell Martin      | Josh Carlebach                                             | 11. února 2020     |
| 36           | 14        | Sabbath                    | Ryan Eggold         | námět: Marc Gaffen a David Schulner scénář: David Schulner | 18. února 2020     |
| 37           | 15        | Double Blind               | Allison Liddi-Brown | Shaun Cassidy                                              | 25. února 2020     |
| 38           | 16        | Perspectives               | Craig Zisk          | Y. Shireen Razack                                          | 10. března 2020    |
| 39           | 17        | Litoff                     | Kristi Zea          | Graham Norris                                              | 17. března 2020    |
| 40           | 18        | Matter of Seconds          | Dinh Thai           | Aaron GInsburg                                             | 14. dubna 2020     |

### Třetí řada (2021)
| Č. v seriálu | Č. v řadě | Původní název                   | Režie          | Scénář                            | Premiéra v USA  |
| ------------ | --------- | ------------------------------- | -------------- | --------------------------------- | --------------- |
| 41           | 1         | The New Normal                  | Peter Horton   | David Schulner                    | 2. března 2021  |
| 42           | 2         | Essential Workers               | Michael Slovis | David Foster                      | 9. března 2021  |
| 43           | 3         | Safe Enough                     | Michael Slovis | Shaun Cassidy                     | 16. března 2021 |
| 44           | 4         | This is All I Need              | Nick Gomez     | Aaron Ginsburg                    | 23. března 2021 |
| 45           | 5         | Blood, Sweat & Tears            | Nick Gomez     | Y. Shireen Razack                 | 30. března 2021 |
| 46           | 6         | Why Not Yesterday               | Darnell Martin | Laura Valdivia                    | 6. dubna 2021   |
| 47           | 7         | The Legend of Howie Cournemeyer | Darnell Martin | Graham Norris                     | 13. dubna 2021  |
| 48           | 8         | Catch                           | Shiri Appleby  | Erika Green Swafford              | 20. dubna 2021  |
| 49           | 9         | Disconnected                    | Lisa Robinson  | Allen L. Sowelle                  | 27. dubna 2021  |
| 50           | 10        | Radical                         | Darnell Martin | Shanthi Sekaran                   | 4. května 2021  |
| 51           | 11        | Pressure Drop                   | Michael Slovis | Josh Carlebach                    | 11. května 2021 |
| 52           | 12        | Things Fall Apart               | Darnell Martin | Graham Norris a Y. Shireen Razack | 18. května 2021 |
| 53           | 13        | Fight Time                      | Michael Slovis | Shaun Cassidy a Laura Valdivia    | 1. června 2021  |
| 54           | 14        | Death Begins in Radiology       | Peter Horton   | David Foster a Aaron Ginsburg     | 8. června 2021  |

### Čtvrtá řada (2021–2022)
| Č. v seriálu | Č. v řadě | Původní název                            | Režie               | Scénář                                                  | Premiéra v USA     |
| ------------ | --------- | ---------------------------------------- | ------------------- | ------------------------------------------------------- | ------------------ |
| 55           | 1         | More Joy                                 | Michael Slovis      | David Schulner                                          | 21. září 2021      |
| 56           | 2         | We're in This Together                   | Darnell Martin      | David Foster                                            | 28. září 2021      |
| 57           | 3         | Same as It Ever Was                      | Nick Gomez          | Aaron Ginsburg                                          | 5. října 2021      |
| 58           | 4         | Seed Money                               | Nestor Carbonell    | Erika Green Swafford                                    | 12. října 2021     |
| 59           | 5         | This Be the Verse                        | Lisa Robinson       | Graham Norris                                           | 19. října 2021     |
| 60           | 6         | Laughter and Hope and a Sock in the Eye  | Darnell Martin      | Laura Valdivia                                          | 26. října 2021     |
| 61           | 7         | Harmony                                  | Dinh Thai           | Shaun Cassidy                                           | 2. listopadu 2021  |
| 62           | 8         | Paid in Full                             | Shiri Appleby       | Aaron Ginsburg                                          | 9. listopadu 2021  |
| 63           | 9         | In a Strange Land                        | Michael Slovis      | Shanthi Sekaran                                         | 16. listopadu 2021 |
| 64           | 10        | Death is the Rule. Life is the Exception | Allison Liddi-Brown | námět: Marc Gaffen scénář: Marc Gaffen a David Schulner | 23. listopadu 2021 |
| 65           | 11        | Talkin' Bout A Revolution                | Nick Gomez          | Graham Norris                                           | 4. ledna 2022      |
| 66           | 12        | The Crossover                            | Rachel Leiterman    | Mona Mansour                                            | 11. ledna 2022     |
| 67           | 13        | Family                                   | Olenka Denysenko    | David Foster                                            | 18. ledna 2022     |
| 68           | 14        | ...Unto the Breach                       | Stephen Kay         | Allen L. Sowelle                                        | 25. ledna 2022     |
| 69           | 15        | Two Doors                                | Ryan Eggold         | Aaron Ginsburg                                          | 22. února 2022     |
| 70           | 16        | All Night Long                           | Nestor Carbonell    | Laura Valdivia                                          | 19. dubna 2022     |
| 71           | 17        | Unfinished Business                      | AnDr.ew Voegeli     | David Foster                                            | 26. dubna 2022     |
| 72           | 18        | No Ifs, Ands or Buts                     | Rachel Leiterman    | Graham Norris                                           | 3. května 2022     |
| 73           | 19        | Truth Be Told                            | Jean E. Lee         | Shaun Cassidy a Brandy E. Palmer                        | 9. května 2022     |
| 74           | 20        | Rise                                     | Don Scardino        | Laura Valdivia                                          | 10. května 2022    |
| 75           | 21        | Castles Made of Sand                     | Darnell Martin      | Josh Carlebach                                          | 17. května 2022    |
| 76           | 22        | I'll Be Your Shelter                     | Michael Slovis      | David Schulner a Erika Green Swafford                   | 24. května 2022    |

### Pátá řada (2022–2023)
| Č. v seriálu | Č. v řadě | Původní název              | Režie            | Scénář                          | Premiéra v USA     |
| ------------ | --------- | -------------------------- | ---------------- | ------------------------------- | ------------------ |
| 77           | 1         | TBD                        | Ryan Eggold      | David Schulner                  | 20. září 2022      |
| 78           | 2         | Hook, Line, and Sinker     | Olenka Denysenko | Aaron Ginsburg                  | 27. září 2022      |
| 79           | 3         | Big Day                    | Nestor Carbonell | Laura Valdivia                  | 4. října 2022      |
| 80           | 4         | Heal Thyself               | Darnell Martin   | David Foster                    | 11. října 2022     |
| 81           | 5         | Grabby Hands               | Lisa Robinson    | Graham Norris                   | 18. října 2022     |
| 82           | 6         | Give Me a Sign             | Jean E. Lee      | Gisselle Legere                 | 25. října 2022     |
| 83           | 7         | Maybe Tomorrow             | Shiri Appleby    | Shanthi Sekaran                 | 1. listopadu 2022  |
| 84           | 8         | All the World's a Stage... | Rachel Leiterman | Brandy E. Palmer                | 15. listopadu 2022 |
| 85           | 9         | The Empty Spaces           | Nick Gomez       | Allen L. Sowelle                | 22. listopadu 2022 |
| 86           | 10        | Don't Do This for Me       | Andrew Voegeli   | David Foster a Graham Norris    | 22. listopadu 2022 |
| 87           | 11        | Falling                    | Peter Horton     | Mona Mansour a Laura Valdivia   | 3. ledna 2023      |
| 88           | 12        | Right Place                | Don Scardino     | Josh Carlebach                  | 10. ledna 2023     |
| 89           | 13        | How Can I Help?            | Michael Slovis   | Aaron Ginsburg a David Schulner | 17. ledna 2023     |

## Produkce

### Vývoj
Dne 25. září 2017 bylo oznámeno, že stanice NBC objednala pilotní díl nového seriálu s názvem Bellevue. Scénář k němu napsal David Schulner, který se k projektu připojil také jako výkonný producent společně s Peterem Hortonem. Producentem se měl stát bývalý ředitel newyorské Nemocnice Bellevue Eric Manheimer. Za výrobou epizody stojí studio Universal Television.
Dne 12. ledna 2018 stanice objednala produkci pilotního dílu, na jehož režii se měl podílet Horton. Produkce první řady byla objednána 4. května 2018. Bylo také uvedeno, že produkční studia Pico Creek Productions a Mount Moriah Productions budou koproducenty seriálu. Dne 10. října 2018 bylo stanicí NBC ohlášeno, že objednala dalších devět epizod; první řada je tak složena ze 22 dílů. Dne 4. února 2019 bylo během tiskové konference Television Critics Association oznámeno, že seriál získal druhou řadu. V lednu 2020 stanice NBC objednala třetí, čtvrtou a pátou řadu seriálu. Dne 14. března 2022 bylo ohlášeno, že pátá řada budou závěrečnou řadou seriálu a bude ji tvořit třináct dílů.

### Obsazení
V únoru 2018 byli do hlavních rolí pilotního dílu obsazeni Freema Agyeman, Anupam Kher, Janet Montgomery a Tyler Labine. V březnu 2018 se k hlavnímu obsazení přidali také Ryan Eggold a Jocko Sims. Dne 26. září 2018 bylo oznámeno, že se herečka Margot Bingham objeví ve vedlejší roli. Dne 6. listopadu 2018 bylo ohlášeno, že si v seriálu zahraje Sendhil Ramamurthy, a to ve vedlejší roli. Do vedlejší role třetí řady byla v dubnu 2019 obsazena Frances Turner. V srpnu 2021 byly do vedlejších rolí čtvrté řady obsazeny Michelle Forbes, Sandra Mae Frank a Chloe Freeman.

### Natáčení
Natáčení seriálu probíhalo v newyorské Nemocnici Bellevue a jejím okolí a také ve zdravotnických střediscích Woodhull a Kings County a v Metropolitním zdravotnickém středisku. K říjnu 2018 zaplatilo studio Universal Television společnosti NYC Health + Hospitals, jež spravuje newyorské veřejné nemocnice, 665 tisíc dolarů, aby mohlo natáčet v prostorách nemocnic. Dne 12. března 2020 byla produkce seriálu Nemocnice New Amsterdam a dalších od Universal Television kvůli pandemii covidu-19 pozastavena. Část ochranných prostředků ze seriálu byla darována Ministerstvu zdravotnictví státu New York.

## Vydání
Seriál Nemocnice New Amsterdam měl premiéru 25. září 2018 na stanici NBC. Premiéra druhé řady se uskutečnila 24. září 2019. Třetí řada byla premiérově vysílána od 2. března 2021 a čtvrtá řada od 24. září téhož roku.